# Маргарет Салаван
Маргарет Салаван (енгл. Margaret Sullavan) је била америчка глумица, рођена 16. маја 1909. године у Норфоку (Вирџинија), а преминула је 1. јануара 1960. године у Њу Хејвену (Конектикат). Номинована је за Оскара за најбољу главну глумицу за улогу у филму Три ратна друга.